# Norman Brice Byrnes
Norman Brice Byrnes (1922) es un botánico australiano, especialista en rósidas. Desarrolló actividades académicas en el Herbario Nacional de Nueva Gales del Sur.

## Algunas publicaciones

### Libros
- norman brice Byrnes. 1977. A revision of Combretaceae in Australia. N.º 20 de Contributions from the Queensland Herbarium. Editor Queensland Herb. Dept. of Primary Industries, 88 pp. ISBN 0724204342
- --------------------------------. 1972. A revision of the family Combretaceae from within Australia. Editor University of Sydney, 462 pp.

## Eponimia
Género
- (Crassulaceae) Byrnesia Rose[3]

Especies
| - (Crassulaceae) Echeveria byrnesii Rose - (Euphorbiaceae) Croton byrnesii Airy Shaw - (Goodeniaceae) Goodenia byrnesii Carolin - (Lamiaceae) Pityrodia byrnesii Munir - (Malvaceae) Decaschistia byrnesii Fryxell | - (Malvaceae) Hibiscus byrnesii F.D.Wilson - (Myrtaceae) Corymbia byrnesii (D.J.Carr & S.G.M.Carr) K.D.Hill & L.A.S.Johnson - (Myrtaceae) Gossia byrnesii N.Snow & Guymer - (Orchidaceae) Phoringopsis byrnesii (Blaxell) D.L.Jones & M.A.Clem. - (Proteaceae) Grevillea byrnesii McGill. |